# 音威子府村立音威子府小中学校
音威子府村立音威子府小中学校（おといねっぷそんりつおといねっぷしょうちゅうがっこう）は、北海道中川郡音威子府村にある村立の小中併設校。

## 概要
音威子府村唯一の小学校および中学校である。2014年に小学校および中学校が同一敷地内となった。

## 沿革

### 音威子府村立音威子府小学校
- 1906年9月 - 茨内５線に私塾が開設される
- 1907年 - 咲来地区に咲来簡易教育所が開設される
- 1909年 - 咲来簡易教育所が咲来尋常小学校に改組
- 1913年7月1日 - 咲来尋常小学校所属音威子府特別教授場として設立
- 1915年4月1日 -音威子府尋常小学校として独立
- 1917年11月10日 -上音威子府特別教授場設置
- 1922年
  - 4月1日 - 補習科設置。上音威子府特別教授場が上音威子府尋常小学校として独立
  - 8月7日 - 高等科が設置され、音威子府尋常高等小学校となる
- 1925年6月 - 校旗完成
- 1941年4月1日 - 音威子府国民学校と改称
- 1947年4月1日 - 常磐村立音威子府小学校と改称
- 1951年11月23日 - 屋内体育館落成。校歌制定
- 1961年4月1日 - 音威子府村立音威子府小学校と改称
- 1963年7月1日 - 開校50周年記念式典挙行。鼓笛隊誕生
- 1967年 4月1日 - 特殊学級設置
- 1972年
  - 4月1日 -音威子府村立幼稚園併設
  - 7月10日 -村営プールを校地内に設置
- 1973年10月30日 - 学校林造成
- 1975年4月1日 - 音威子府村立上音威子府小学校を統合
- 1977年8月 - 音威子府村立音威子府幼稚園が青少年会館に移転
- 1983年9月 - 「村内花壇コンクール」団体の部で最優秀賞受賞
- 1986年9月 - 北海道産業貢献賞受賞
- 1988年
  - 6月 - 「火災予防作文コンクール」で各賞受賞
  - 9月 - 「牛やミルクのある風景作品コンクール」で各賞受賞
- 1989年11月 - 「牛やミルクのある風景作品コンクール」で道教育長賞受賞。「火災予防作文コンクール」で各賞受賞
- 1990年
  - 7月 - 「林野火災予防ポスター・標語」で各賞受賞
  - 8月 - 「村内花壇コンクール」団体の部で最優秀賞受賞
- 1991年8月 - 「村内花壇コンクール」団体の部で最優秀賞受賞
- 1992年
  - 7月 - 「林野火災予防ポスター・標語」で各賞受賞
  - 11月 - 「NHK学園短歌全国大会」で優秀賞・佳作受賞
- 1993年7月 - 「林野火災予防ポスター・標語」で各賞受賞
- 1994年
  - 4月 - 特殊学級「さくら」の開設
  - 5月 - 「手作り絵はがきコンクール」で金賞受賞
  - 7月 - 「林野火災予防ポスター・標語」で各賞受賞
  - 12月 - 「第3回小学生作文コンクール」で入賞
- 1995年6月13日 - 校舎全面改築竣工式
- 1996年
  - 6月 - 体育館改築竣工式
  - 12月14日 - 新校舎・体育館落成記念式典挙行・祝賀会開催
- 1998年11月3日 - 教育公務員弘済会研究実践論文で準特選受賞
- 2001年
  - 7月12日 - 教育公務員弘済会より教育研究実践表彰校として表彰
  - 11月3日 - 教育公務員弘済会の実践研究論文に応募し，特選受賞
- 2004年
  - 2月8日 - 「第38回北北海道学生書道展」において学校奨励賞を受賞
- 2005年2月27日 - 「第39回北北海道学生書道展」において学校奨励賞を受賞
- 2007年
  - 3月9日 - 「第24回全道PTA広報紙コンクール」で北海道小学校長会長賞受賞
  - 4月1日 - 音威子府村立咲来小学校を統合
  - 8月24日 - 「第29回全国小中学校PTA広報紙コンクール」で佳作受賞
  - 11月16日 - 「人権の花運動」の取組により、旭川法務局から感謝状受賞
- 2008年3月10日 - 「第25回全道PTA広報紙コンクール」で日本教育新聞社賞受賞
- 2009年3月10日 - 「第26回全道PTA広報紙コンクール」で審査員特別賞受賞
- 2010年3月10日 - 「第27回全道PTA広報紙コンクール」で奨励賞受賞
- 2011年
  - 2月25日 - 上川管内教育実践表彰受賞[3]
  - 3月10日 - 「第28回全道PTA広報紙コンクール」で北海道PTA連合会長賞受賞
- 2014年
  - 3月31日 - 音威子府村立音威子府中学校が敷地内に移転する
  - 4月7日 - 初めての小中合同の入学式を行う。この年以降、入学式は小中合同となる

### 音威子府村立音威子府中学校
- 1947年5月1日 - 中川郡常磐村立常磐中学校として設置される。
- 1949年6月1日 - 音威子府村立音威子府中学校と改称，咲来分校独立
- 1954年1月 - 校歌制定
- 1963年4月1日 - 村名改称により音威子府村立音威子府中学校と改称
- 1964年10月4日 - 牛乳給食開始
- 1969年4月1日 - 特殊学級を設置する
- 1975年10月26日 - 屋内体育館新築，開校30周年記念式典実施
- 1982年4月1日 - 音威子府村立咲来中学校と統合
- 1989年3月31日 - 特殊学級廃止となる
- 1995年4月1日 - 特殊学級（若草教室）再び設置される
- 1998年3月31日 - 特殊学級廃止となる
- 2000年4月1日 - 特殊学級（若草学級）再び設置される
- 2003年3月31日 - 特殊学級廃止となる
- 2005年4月1日 - 特殊学級（若草学級）再び設置される
- 2008年
  - 3月31日 - 特別支援学級（若草学級）廃止となる
  - 6月1日 - 第1回小中合同運動会開催
- 2009年4月1日 - 特別支援学級が設置される
- 2010年6月6日 - 第1回幼小中合同運動会開催
- 2014年
  - 3月31日 - 音威子府村立音威子府小学校への移転を完了
  - 4月7日 - 初めての小中合同の入学式を行う。この年以降、入学式は小中合同となる
- 2017年12月27日 - 第6回全国小中学校リズムダンスふれあいコンクール全国大会出場[4]

## 教育目標
- みがき（知性・創造性を磨く。技を磨く。自分を磨く）
- きたえ（体を鍛える。心を鍛える）
- つなぐ（手をつなぐ。心をつなぐ。地域とつなぐ。現在と未来をつなぐ）

## 学校行事
| - 4月 始業式・入学式 - 5月 児童生徒総会 - 6月 幼小中合同運動会 | - 7月 終業式 - 8月 マラソン記録会・ 始業式 - 9月 学芸祭 | - 10月 - 11月 - 12月 終業式 | - 1月 始業式 - 2月 スキー発表会 - 3月 終業式・卒業式 |

## 通学区域
- 音威子府村

## 交通
- JR北海道宗谷本線音威子府駅より徒歩5分